# Ernest Renshaw

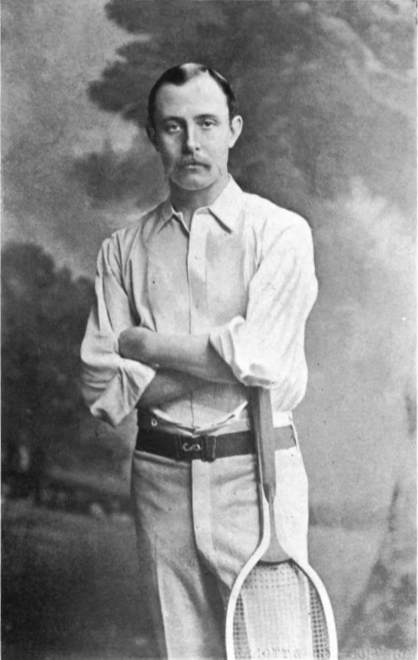
Ernest Renshaw

James Ernest Renshaw, född 3 januari 1861 i Leamington Spa i Warwickshire, död 2 september 1899 i Waltham St. Lawrence i Berkshire, var en brittisk tennisspelare som tillsammans med sin tvillingbror William Renshaw var den dominerande dubbelspelaren inom sporten under 1880-talet. 
Ernest Renshaw upptogs 1983, tillsammans med sin bror, i International Tennis Hall of Fame.

## Tenniskarriären
Ernest Renshaw var snabbare på tennisbanan och spelade elegantare än brodern William Renshaw, men han var otåligare på banan än brodern. Detta medförde att Ernest gjorde fler misstag än denne och blev av det skälet inte lika framgångsrik som singelspelare i Wimbledonmästerskapen som brodern. Däremot utgjorde de båda ett praktiskt taget oslagbart dubbelpar perioden 1880 till 1889. Under de åren vann de tillsammans sju dubbeltitlar i Wimbledon. 
Renshaw vann endast en singeltitel i turneringen, då han 1888 vann finalen över Herbert Lawford. Tre gånger, 1882, 1883 och 1889, förlorade han i finalen mot sin bror.

## Spelstil
De två bröderna Renshaw spelade en utomordentligt stor roll för utvecklingen av tennisspelet från ett sällskapsspel avpassat för "trädgårdsfester", till en modern tävlingsidrott. Mer om det och brödernas spelteknik finns att läsa i artikeln om William Renshaw.

## Segrar iWimbledonmästerskapen
- Singel - 1888
- Dubbel - 1880, 1881, 1884, 1885, 1886, 1888, 1889 (alla med brodern William Renshaw)